# Бодилис, Эрве
Эрве́ Бодили́с (род. 6 июля 1966 года) — французский порнорежиссёр, порноактёр и художник. Ряд его порнофильмов были удостоены почётных кинонаград и высоких оценок кинокритики.

## Биография
Эрве Бодилис начал свою карьеру фотографа в пресс-агентстве, специализирующемся на шоу-бизнесе и создании комиксов. В 1986 году он обратился к эротике. 4 года жил в Венгрии. В качестве порнорежиссёра снял несколько гей-фильмов, а потом переключился лишь на гетеросексуальную тематику.
Его фильм «Казино без границ» по состоянию на 2008 год был из одним из крупномасштабных, крупнобюджетных и длительных в истории мировой порнографии. Ещё на стадии съёмок он привлёк к себе внимание прессы и завоевал ряд наград, однако кинокритикой был встречен довольно сдержанно.
Впоследствии Эрве Бодилис снял ряд кинолент для серии «Русский институт» и множество других фильмов. Он использует в своих фильмах ряд сексуальных клише-образов, делая главными персонажами своих работ горничных, стюардесс и секретарш.

## Избранная фильмография
Большинство из фильмов Эрве Бодилиса переводились на русский язык и демонстрировались в России.
- «Казино без границ» (2007)
- «Авиалинии Дорселя: Полет на Ибицу» (2009)
- «Les filles de la campagne» (2010)
- «Стажёрки в службе горничных» (2010)
- «Soubrettes Services 1» (2010)
- «French maid service: Special Stars» (2010)
- «Мадам Желание» (2010)
- «Анна — горничная стажерка» (2011)
- «Жадэ – секретарша экстра класса» (2011)
- «Готовые на все секретарши» (2012)

## Награды
- 2008: FICEB Award — International Ninfa Award «Best Film»[4].
- 2008: FICEB Award — International Ninfa Award «Best Director (Hervé Bodilis)»
- 2008: Eroticline Awards — Best European Film
- 2008: Eroticline Awards — Best High Budget Film[5]